# Charlieho andílci: Na plný pecky
Charlieho andílci: Na plný pecky (v anglickém originále Charlie's Angels: Full Throttle) je americký akční film z roku 2003. Režisérem filmu je McG. Hlavní role ve filmu ztvárnili Cameron Diaz, Drew Barrymoreová, Lucy Liu, Bernie Mac a Crispin Glover.

## Obsazení
| Cameron Diaz       | Natalie Cook            |
| Drew Barrymoreová  | Dylan Sanders           |
| Lucy Liu           | Alex Munday             |
| Bernie Mac         | Jimmy Bosley            |
| Crispin Glover     | hubeňour                |
| Justin Theroux     | Seamus O´Grady          |
| Demi Moore         | Madison Lee             |
| Robert Patrick     | Ray Carter              |
| Shia LaBeouf       | Max Petroni             |
| Matt LeBlanc       | Jason Gibbons           |
| Luke Wilson        | Peter Kominsky          |
| John Cleese        | pan Munday, Alexin otec |
| Rodrigo Santoro    | Randy Emmers            |
| Bruce Willis       | William Rose Bailey     |
| Robert Forster     | Roger Wixon             |
| Pink               | Coal Bowl M.C.          |
| The Pussycat Dolls | sebe                    |
| Mary-Kate Olsen    | sebe                    |
| Ashley Olsen       | sebe                    |
| Carrie Fisher      |                         |
| Chris Pontius      |                         |
| Bam Margera        |                         |